# Денис О'Хеър
Денис О'Хеър е американски актьор.

## Биография и творчество
Денис О'Хеър е роден на 17 януари 1962 г. в Канзас Сити, Мисури, САЩ.
Известен е с ролите си в няколко сезона на сериала „Зловеща семейна история“ и като вампира Ръсел Еджингтън в „Истинска кръв“.

## Личен живот
О'Хеър е хомосексуален. От 2011 г. е омъжен за дизайнера Хюго Редууд. Семейството има осиновен син на име Деклан.

## Частична филмография

### Филми
- „Сладък и гаден“ (1999)
- „21 грама“ (2001)
- „Извън релси“ (2005)
- „Стефани Дейли“ (2006)
- „Наполовина Нелсън“ (2006)
- „Могъщо сърце“ (2007)
- „Майкъл Клейтън“ (2007)
- „Войната на Чарли Уилсън“ (2007)
- „Майка под наем“ (2008)
- „Подмяната“ (2008)
- „Милк“ (2008)
- „Предложението“ (2009)
- „Двуличие“ (2009)
- „Острие на мрака“ (2010)
- „Орелът“ (2011)
- „Джей Едгар“ (2011)
- „Клубът на купувачите от Далас“ (2013)
- „Съдията“ (2014)
- „Щиглецът“ (2019)

### Сериали
- „Братя и сестри“ (2007 – 2009)
- „Истинска кръв“ (2010 – 2012)
- „Добрата съпруга“ (2009 – 2015)
- „Зловеща семейна история“ (2011 – )
  - „Зловеща семейна история: Къща за убийства“ (2011)
  - „Зловеща семейна история: Свърталище на вещици“ (2013 – 2014)
  - „Зловеща семейна история: Фрийк шоу“ (2014 – 2015)
  - „Зловеща семейна история: Хотел“ (2015)
  - „Зловеща семейна история: Ню Йорк Сити“ (2022)